# Polybetes pythagoricus
Polybetes pythagoricus là một loài nhện trong họ Sparassidae.
Loài này thuộc chi Polybetes. Polybetes pythagoricus được miêu tả năm 1875 bởi Holmberg.

## Hình ảnh

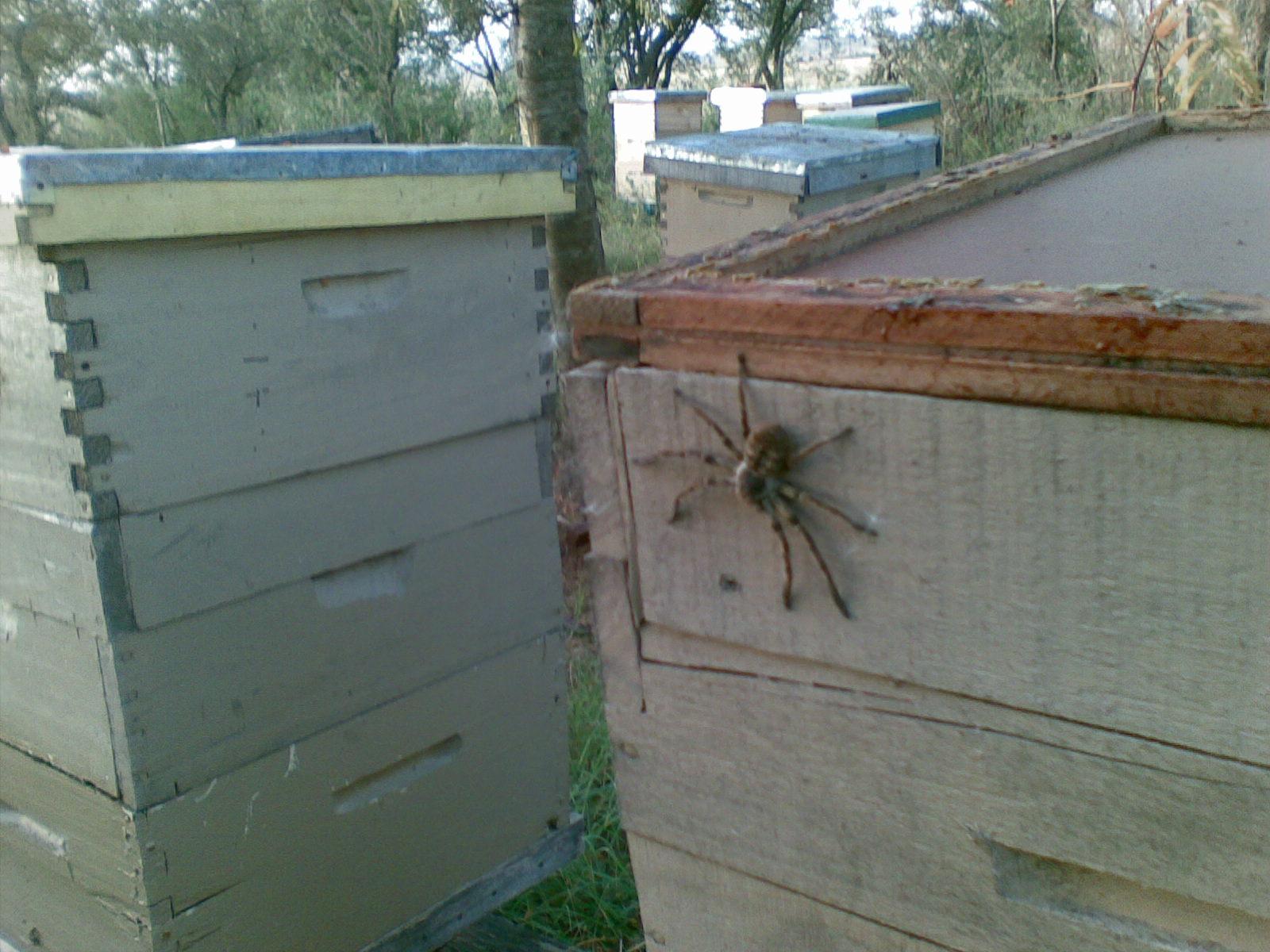
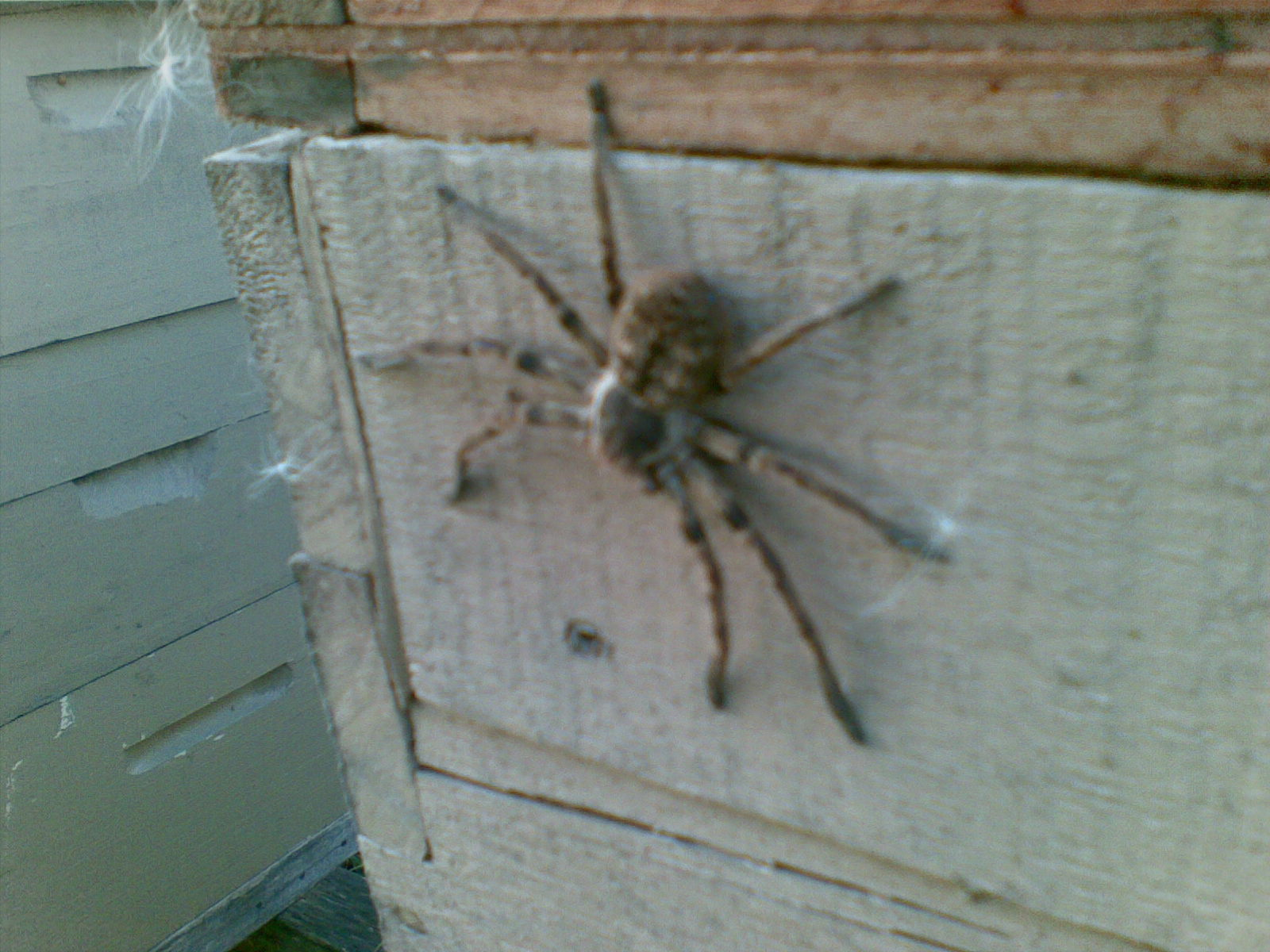
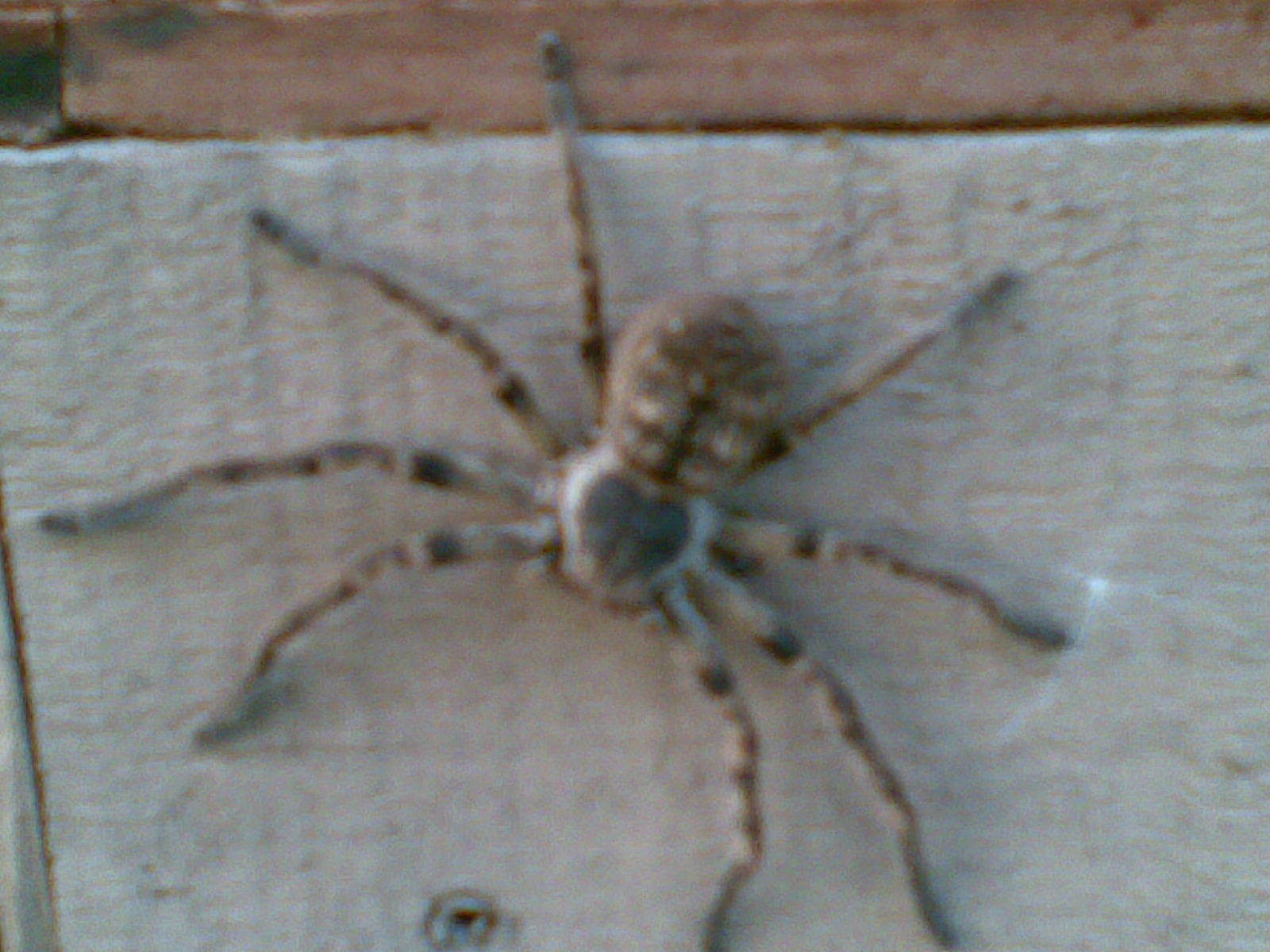